# 트리부누스 밀리툼

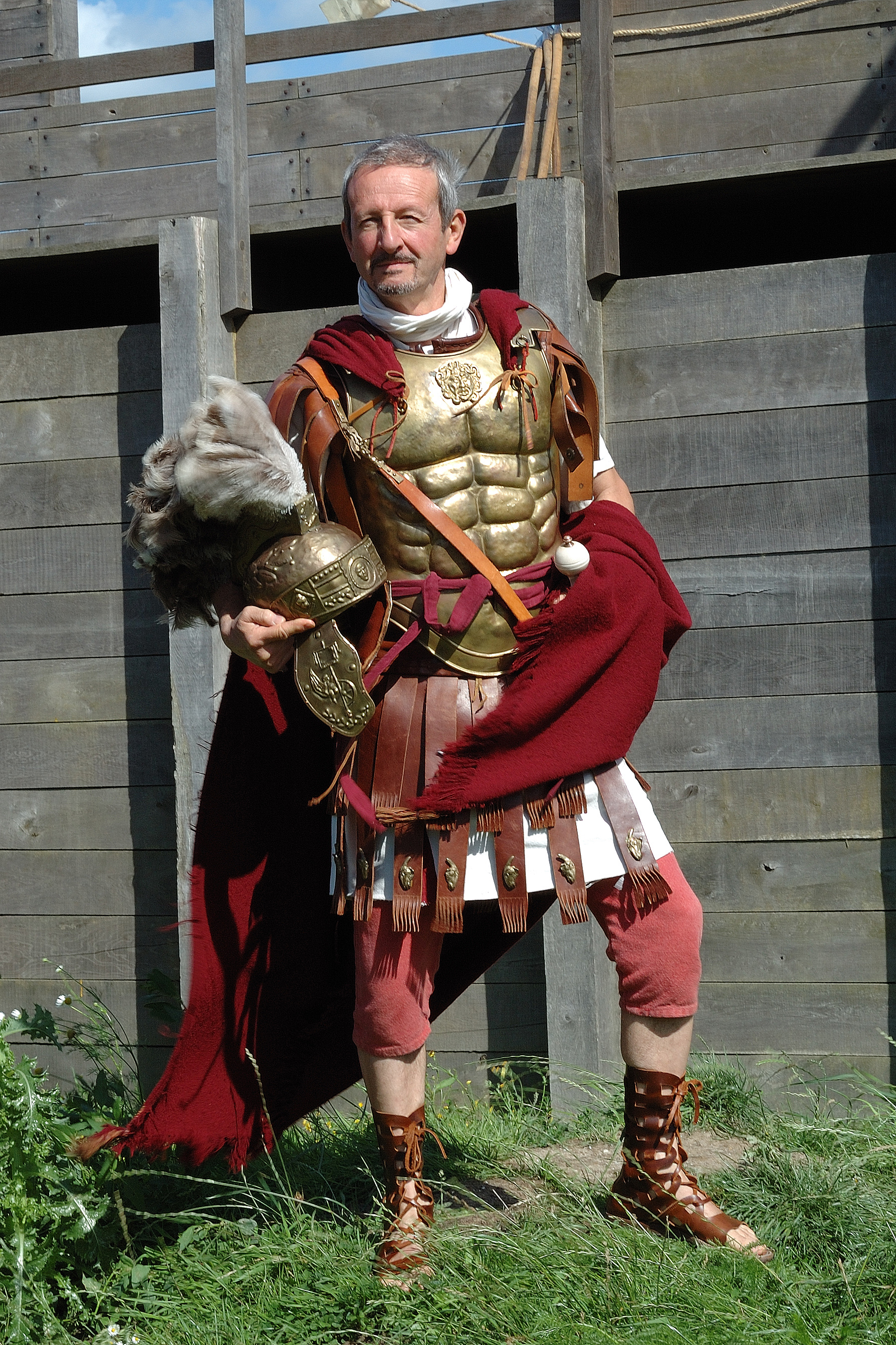

트리부누스 밀리툼  (라틴어: tribunus militum, "병사들의 장", 그리스어: χιλίαρχος, 천부장)은 로마군의 장교 계급 중 하나로, 레가투스보다는 아래이고 켄투리오보다는 상위 계급이었다. 기사 계급의 젊은이들이 원로원 계급으로 향하는 디딤돌로서 트리부누스 밀리툼직을 수행했다. 트리부누스 밀리툼은 선출직 정치 관료인 트리부누스 플레비스 (tribunus plebis, 호민관)이나 트리부누스 밀리툼 콘술라리 포테스타테와 혼동되지 않도록 주의해야한다.

## 초기 로마
트리부누스 (tribunus)라는 용어는 라틴어로 부족을 뜻하는 트리부스 (tribus)에서 전래했다. 로마의 극초기 역사엔, 상비군이 존재하지 않았기에, 세 개의 부족 (Ramnes, Luceres, Tities)들은 각자는 군대가 소집될 경우에 지휘관 (트리부누스) 한 명씩을 파견했다. 트리부누스들은 본래 3,000명으로 구성된 군단 하나의 지휘관들이었다. 그리스 역사가 폴리비오스 시기쯤에 트리부누스들은 6명이었고, 집정관들이 임명하였다. 그럼에도 트리부누스들이 선정되는 과정은 복잡하고 시대에 따라 달랐다.

## 공화정 시기
공화정 시대 동안에, 각 군단당 6명의 트리부누스들이 배치되었다. 통솔권은 같은 시기에 두 명에게 주어지며, 6명 사이에서 순환됐다. 이 지위는 원로원 계급 사람들 중에 원로원이 임명했다. 이 지위를 얻기 위해선, 지배 계급이 되어야만 했다. 기원전 311년쯤에 민중들이 로마군을 구성했던 4개의 군단 각각에 할당된 6명의 트리부누스 밀리툼에 4명인 총 16명을 선출할 수 있는 권한을 얻었다. 이전에 이 영역은 집정관이나 독재관의 권한에 거의 속했다.
추가적으로, 공화정 초기에는, 별도의 유형의 트리부누스 밀리툼은 매년 선출되는 집정관을 대신하여 로마 정부의 수반으로 이따금식 선정되었고, 이들을 "집정관 권위를 지닌 트리부누스 밀리툼"이라는 뜻의 트리부니 밀리툼 콘술라리 포테스타테라 하였다. 이 당시에는 귀족 계급만이 집정관으로 선출될 수 있었지만, 반면에 귀족 계급과 평민 계급 모두 트리부니 밀리툼 콘술라리 포테스타테로 선출될 수 있었다. 일반적인 두 집정관을 대신해, 4명과 6명 사이의 인원이 매년 선출되었다. 이런 선택에 대한 이유는 불확실하며, 리비우스는 종종 이 시기에 그가 보았던 특유의 계급 갈등 때문이라고 그 이유를 넌지시 제시했지만, 귀족 계급들은 일반적으로 집정관직을 선호했고, 평민 계급들은 트리부누스 밀리툼을 선호했다. 이 지위는 결국에 기원전 366년 이후 사용되지 않았다.

## 마리우스 군제개혁 이후
기원전 107년의 마리우스 군제개혁 (그 이후에 클라우디우스 황제가 공식화시킴)이 직업군 체계를 형성한 이후, 군단들은 군단 지휘권자 (레가투스)의 지휘를 받았다. 여섯 명의 트리부누스 밀리툼은 여전히 군단에 있었으나, 군계급이라기보다는 정치적 지위가 되면서 이들의 임무 및 책임도 변화하였다. 레가투스의 제2서열자는 ‘넓은 띠 트리부누스’(튜닉과 토가에 해당 인물을 구분하기 위해 사용된 띠의 폭에서 명명됨)라는 의미의 트리부누스 라티클라비우스였고, 일반적으로 원로원 계급의 젊은이들이었다. 이 지위는 레가투스의 행동을 보고 배우기 위해 주어졌다. 이들은 종종 레가투스가 부재시 부대를 지휘했고, 아우구스투스 법에서 어떠한 원로원 계급권자도 이집트에 들어갈 수 없도록 하면서 이집트에 주둔 군단처럼, 일부 군단들은 넓은 띠 트리부누스의 영구 지휘를 받았다.
넓은 띠 트리부누스와 대조적으로, 나머지 다섯 '좁은 띠' 트리부누스들은 하위 계급자들이었고, 트리부니 앙구스티클라비이라 불렸다. 이 '사관후보생'들은 군경험을 지닌 기사 계급 인원들로, 권한은 아직 없었다. 이들은 군사 회의에 참석하는 것은 허락되었으나 전장에서는 권한이 없었다. 대부분의 좁은 띠 트리부누스들은 레가투스들을 보좌했지만, 소수의 운좋은 이들은 (아그리콜라 같은 경우)은 속주의 총독의 고문으로 수행하도록 택해졌다. 타키투스에 의하면, "[아그리콜라는] 군복무를 제멋대로의 취미 생활로 바꿔버린 많은 젊은이들과는 다르게 자신의 트리부누스 직위를 부도덕 또는 나타하게 사용하거나, 자신의 경험 부족을 즐거움과 임무 부재 속에서 시간을 보내는 데 쓰지 않았다"라고 언급함으로써, 아그리콜라의 업무 사례를 다른 동료들의 업무 사례와 대조하며, 이들이 자신들의 지위를 항상 진지하게 여기지 않았다고 한다.

## 원수정
아우구스투스 시기, 기사 계급 트리부누스 다섯 명은 가끔식 켄투리오 계급에서 승진되었고, 보조군 기병대 또는 친위대의 지휘권자로 승진할 수 있었을 것이다

## 같이 보기
- 트리부누스
- 트리부누스 목록
- 트리부누스 밀리툼 콘술라리 포테스타테
- 수브리우스 플라부스